# Yevgueni Zhúkov
Evgeni Zhukov (Unión Soviética, 20 de agosto de 1930) fue un atleta soviético especializado en la prueba de 10000 m, en la que consiguió ser subcampeón europeo en 1958.

## Carrera deportiva
En el Campeonato Europeo de Atletismo de 1958 ganó la medalla de plata en los 10000 metros, llegando a meta en un tiempo de 28:58.6 segundos, tras el polaco Zdzisław Krzyszkowiak (oro con 28:56.0 segundos que fue récord de los campeonatos) y por delante del también soviético Nikolay Pudov (bronce con 29:02 segundos).